# بيثنتي دي لا أوث ودي لينييرس
بيثنتي دي لا أوث ودي لينييرس (مدريد، 1841-بيناجوس، 1886) كان صحفيا إسبانيا.

## السيرة الذاتية
وُلد في مدريد عام 1841، كان ذو فكر تقليدي، درس في الجامعة المركزية، وهو ابن بيدرو دي لاهوث مدير صحيفة إسبيرانثا وحفيد سانتياجو دي لينييريس نائب الملك في ريو دي لا بلاتا. أثناء فترة شبابه تعاون في صحيفة والده وفي صحيفة إل أنيو 61.
في عام 1864، زار كارلوس دي بوربون وأوستريا إستي وأخيه ألفونسو ووالدته بياتريث في إنسبروك، ووضع صحيفة لا إسبيرانثا تحت تصرفهم. وكانت حقوق السلالة الكارلية قد استفرت منذ عام 1861 مع والد دون كارلوس، ال كوندي دي مونتيثون، الذي كان قد تم التخلص منه بسبب تفكيره الليبرالي. أصبح بيثنتي دي لا هوث مديرًا لصحيفة لا إثبيرانثا بعد وفاة بيدرو دي لا هوث في عام 1865، ولم يكن قد بلغ الخامسة والعشرين من عمره بعد، مما جعله أصغر مدير لأقدم صحيفة في مدريد وأكثرها رجعية.
عندما نشبت ثورة عام 1868 أدت إلى انبعاث الكارلية، شارك لا هوث في مؤامرة تنصيب دون كارلوس، وفي عام 1870، انتخب عضوًا في الكورتيس عن مدريد، وبعد ذلك بفترة تم استدعاؤه إلى بيبي إلى مقر إقامة دون كارلوس الذي عينه وزيرًا للدولة ووزير النعمة والعدل في البلاط الكارلي. وفي بيبي حضر ولادة وتعميد الأمير خايمي دي بوربون بارما.
عند عودته إلى مدريد، أصبح سكرتيرًا للمجلس المركزي الملكي الكاثوليكي برئاسة كانديدو نوثيدال، أصبح عضوًا في الكورتيس عام 1872، لكنه لم يشغل مقعده بسبب سجنه في في سجن عسكري عند اندلاع الحرب الكارلية الثالثة.
أطلق سراحه من السجن بعد اتفاقية أموريبييتا وتمكن من إعادة بناء المجلس العسكري مع صهره أنتونيو خوان دي بيلدوسولا، الذي كان قد تم حله، والذي كان الكوندي دي أورجاث يعتبر رئيسه، كما تمكن أيضًا إعادة بناء العديد من المجالس العسكرية الكارلية الإقليمية والمحلية.
عندما أعلنت الجمهورية الأولى، استدعي وزير الدولة إميليو كاستيلار لا هوث وبيلدوسولا، وأبلغاه أنهما يعرفان مكان دون كارلوس وأنهما يستطيعان أن يخبراه بكل ما يقترحه. عرض كاستيلار على أنصار كارلوس عفوًا عامًا ومنه نائب وحرية العمل في النظام الجمهوري، مقابل إلقاء السلاح. وعلى الرغم من قبول لا هوث و بيلدوسولا اقتراح كاستلار، إلا أنهما كانا يشكان من جهة في قدرته على الوفاء بما عرضه، ومن جهة أخرى كانت المؤامرة في مرحلة متقدمة وكان من الصعب احتواء غضب كارليس، فاستمرت الحرب، وكانت الأيام التالية فترة قلق وزعزعة مستمرة بالنسبة لمديري لا إسبيرانثا الذي كانت حياتهم في خطر. وتلقوا تحذيرات أجبرتهم على البقاء بعيدًا عن منازلهم لأسابيع في كل مرة والبقاء مختبئين. وفي منتصف يونيو عام 1873، غادروا مدريد. وفي يناير عام 1874، أغلق الجينيرال فرانسيسكوا سيررانو لا إسبيرانثا.
في يونيو عام 1877، بعد ثمانية أشهر من نهاية الحرب، عاد بيثنتي دي لا هوث إلى عاصمة إسبانيا، حيث أسس بيلدوسولا صحيفة لا في في ديسمبر عام 1875. ووفقًا لما ذكره موديستو فيرنانديث وجونثاليث، دافع لا هوث في هذه الصحيفة عن قضية الدين والوطن ضد المذاهب الليبرالية من خلال دراسة الظواهر الاجتماعية.
بسبب خلافاته مع كانديدو نوثيدال وجريدته السيجلو فوتورو، كارلوس تبرأ من لا في عام 1881. وبعد أن استعاد حظوة دون كارلوس، توفي لا هوث في منزل أجداده في بيناجوس في مقاطعة سانتاندير في 8 أكتوبر 1886.